# Verbascum dimorphum
Verbascum dimorphum är en flenörtsväxtart som beskrevs av Adrien René Franchet. Verbascum dimorphum ingår i släktet kungsljus, och familjen flenörtsväxter. Inga underarter finns listade i Catalogue of Life.